# Saiha (district)
Saiha is een district van de Indiase staat Mizoram. Het district telt 60.823 inwoners (2001) en heeft een oppervlakte van 1414 km².
Aizawl · Champhai · Hnahthial · Khawzawl · Kolasib · Lawngtlai · Lunglei · Mamit · Saiha · Saitual · Serchhip